# Bouzaréah
Bouzareah (în arabă بوزريعة) este o comună din provincia Alger, Algeria.
Populația comunei este de 83.797 locuitori (2008).